# Archivio Veneto
Das Archivio Veneto ist eine 1871 gegründete italienische geschichtswissenschaftliche Zeitschrift, die von der Deputazione di Storia Patria per le Venezie in Venedig herausgegeben wird. Ihr Schwerpunkt liegt auf der Geschichte des Veneto und der Republik Venedig.
Das Archivio Veneto umfasst sechs Serien:
- Archivio Veneto, 1871–1890 (80 Faszikel),
- Nuovo Archivio Veneto, prima serie, 1891–1900 (40 Faszikel),
- Nuovo Archivio Veneto, nuova serie, 1901–1921 (76 Faszikel),
- Archivio Veneto-Tridentino, 1922–1926 (10 Faszikel),
- Archivio Veneto, serie V, 1927–2010 (201 Faszikel),
- Archivio Veneto, serie VI, seit 2011.[1]

Die in der Zeitschrift enthaltenen Aufsätze und Rezensionen sind durch fünf Indexbände erschlossen.

### Archivio veneto (1871–1890)
- Archivio Veneto 1 (1871), Digitalisat beim Münchener Digitalisierungszentrum (bei allen folgenden, wenn nicht anders angegeben)
- 1 (1871)
- 2 (1872), archive.org
- 3 (1872), archive.org
- 4 (1872)
- 5 (1873)
- 3 (1873)
- 6 (1873)
- 7 (1874)
- 8 (1874)
- 9 (1874)
- 10 (1875)
- 11 (1876)
- 12 (1876)
- 13 (1877)
- 14 (1877)
- 15 (1878)
- 16 (1878)
- 17 (1879)
- 18 (1879)
- 19 (1880)
- 20 (1880)
- 21 (1881)
- 22 (1881)
- 23 (1882)
- 24 (1882)
- 25 (1883), fasc. 49
- 26 (1883)
- 27 (1884)
- 28 (1884)
- 29 (1885)
- 30 (1885)
- 31 (1886)
- 32 (1886)
- 33 (1887)
- 34 (1887)
- 35 (1888)
- 36 (1888)
- 37 (1889)
- 38 (1889)
- 39 (1890)

### Nuovo archivio veneto (1891 bis 1921)
- Nuovo Archivio Veneto 1891–1921, Biblioteca nazionale centrale di Roma
- Nuovo Archivio Veneto, Nuova Serie, Anno VI, Tomo XI, Parte I (1906), archive.org
- Nuovo Archivio Veneto, n.s. 12 (1912), archive.org

### Fünfte Serie (Jahrgänge 1927 bis 1944)
- Links zu den Digitalisaten
- Anno LXXIII, V serie, n. 63–66 (1943), Biblioteca nazionale centrale di Roma

### Sechste Serie (ab 2011)
- Archivio veneto. Dal 2011… (darin digital verfügbar die Ausgaben von 2014 bis 2024)